# Decorifer
Decorifer is een geslacht van weekdieren uit de klasse van de Gastropoda (slakken).

## Soorten
- Decorifer elisa Iredale, 1937
- Decorifer insignis (Pilsbry, 1904)
- Decorifer matusimanus (Nomura, 1939)